# Музей Подземный Севастополь
Объект С-2 — противоатомный бункер, скрытый в центральном холме Севастополя. Построен в 1953–1956 годах. В настоящее время в нем расположен Музей гражданской обороны, холодной войны и теории выживания человека в экстренных ситуациях.

## История
Появление во время Второй мировой войны в армиях США и Великобритании стратегической авиации сделало возможными масштабные бомбардировки городов, уничтожавшие не только военные объекты, но и мирное население. Последнее рассматривалось в качестве оправданной цели в рамках стратегии подавления воли к победе у противника. В полном соответствии с этой стратегией первым опытом боевого применения ядерного оружия стала бомбардировка японских городов Хиросима и Нагасаки. В новых условиях гражданская оборона также превращалась в элемент стратегического баланса сил. Для СССР вплоть до середины 1960-х годов этот элемент играл важную роль из-за ограниченной возможности ответного удара по территории США. Севастополь в качестве основной базы Черноморского флота, на территории которой размещалось ядерное оружие, попадал в категорию первоочередных целей для ядерной бомбардировки. 
У города к этому времени был большой опыт гражданской обороны, сформированный в результате двух осад (1854–1855, 1941–1942), во время которых гражданское население активно участвовало в обороне города. Этот опыт был учтен при разработке программы строительства подземного дублера Севастополя. 11.06.1952 года Совет Министров СССР принял специальное Постановление от № 2716–1013 по укрытию населения и важнейших объектов города Севастополя. Затем последовала директива начальника Морского генерального штаба № 1/13029 сс от 3.01.1953 года. 
В соответствии с этими планами началось строительство целой системы подземных убежищ в городе, одним из которых стал объект С-2. Его строительство началось в 1953 году, а закончилось — в 1957-м. Проект бункера был разработан Севастопольским проектным военным институтом «Военморпроект № 30». В процессе строительства проект неоднократно пересматривался. Изначально, по плану архитектора А. С. Запорожца, убежище должно было выполнять функцию транспортно-пешеходного перехода, а его внутренняя отделка — соответствовать московским станциям метро. Но развернутая в процессе строительства кампания по борьбе с архитектурными излишествами привела к отказу от всех украшений, в результате чего объект сохранил исключительно функцию защитного сооружения. Входы и выходы в объект были закрыты и тщательно замаскированы. Консервация объекта позволяет оценить его с точки зрения инжиниринга защитных сооружений начального периода холодной войны.

## Инженерное устройство объекта
С поверхности ко входу в объект, расположенный в толще холма, с двух сторон ведут потерны длиной 60 метров. Вход в само убежище находится на глубине 50 метров от поверхности и представляет собой двойной шлюз, изолирующий его от внешней среды несколькими парами дверей. Таким образом, обеспечивается шлюзование прибывших в укрытие людей без нарушения герметичности самого объекта в результате взрыва. Сам объект устроен по принципу подводной лодки, каждый из отсеков может быть в любой момент изолирован от других. В убежище есть два санпропускника, которые будут работать, когда бункер выполнит функцию убежища и начнет функционировать в качестве резервного центра управления городскими службами. В бункере сохранились все основные функциональные отсеки объекта: шлюзовые камеры-тамбуры, вентиляционные камеры с фильтрами, санитарный узел, узел связи, кабинеты руководителей городских служб, технические узлы, а также дизель-генератор. В залах укрываемых сохранена вся обстановка того времени — двухъярусные нары на 12 человек, с двумя скамьями для сидения внизу на 10 человек и двумя полками для лежания вверху для 2 человек. Убежище С-2 оборудовано автономной системой водопровода с артезианской скважиной, двумя емкостями для воды на 4 и 18 кубометров, емкостью для технической воды на 300 кубометров, канализацией, системой электроосвещения, средствами аварийного освещения, радиочастотной и проводной телефонной связью. Объект С-2 по сути является автономным подземным городком с минимальными связями с внешним миром, с запасом топлива для генератора и сухими пайками для питания.

## Экспозиции музея
С 2018 года Объект С-2 функционирует как музей. В музее развернуто несколько экспозиций по проблемам истории и борьбы с чрезвычайными ситуациями, гражданской обороне. Экспозиция рассказывает об истории создания этой службы в Севастополе и основных направлениях её работы сегодня. Представлена выставка средств индивидуальной защиты органов дыхания, разработанных для разных целей в разные эпохи; выставка найденных в Севастополе и обезвреженных опасных объектов; выставка рассекреченных материалов ЦРУ, раскрывающих значение Севастополя на стратегической карте США в период холодной войны.

## Культурное и образовательное пространство музея
В музее оборудованы площадки, на которых проводятся лекции, касающиеся различных аспектов гражданской обороны, холодной войны, использования оружия массового поражения, а также проблем выживания человека в условиях жестких пространственных и ресурсных ограничений.

## Экскурсии в музее
Посещение объекта возможно либо в составе организованной группы в сопровождении лектора-экскурсовода, либо самостоятельно с аудиогидом. Экскурсии проводятся ежедневно, начиная с 10:00 до 21:00.

## Галерея

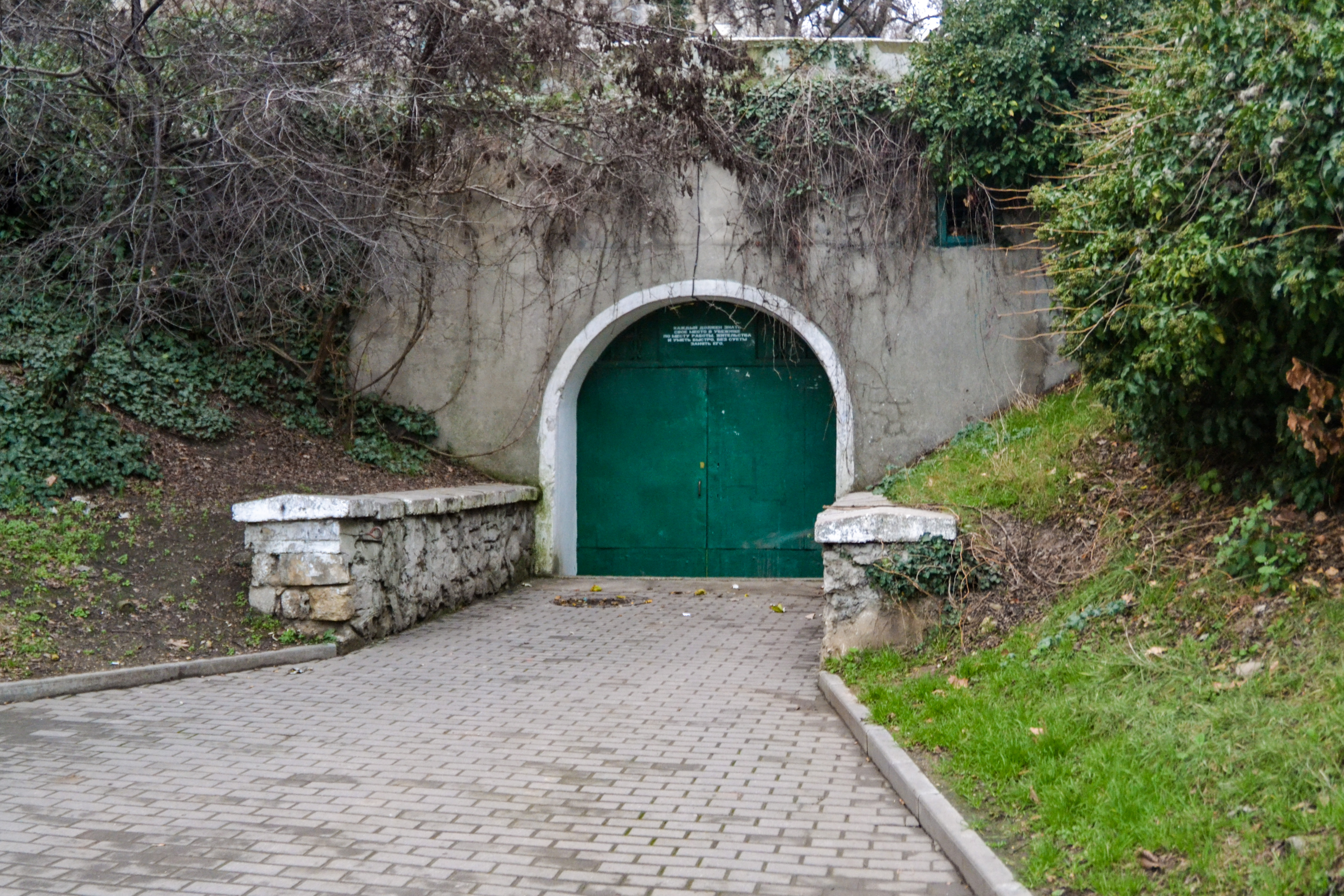
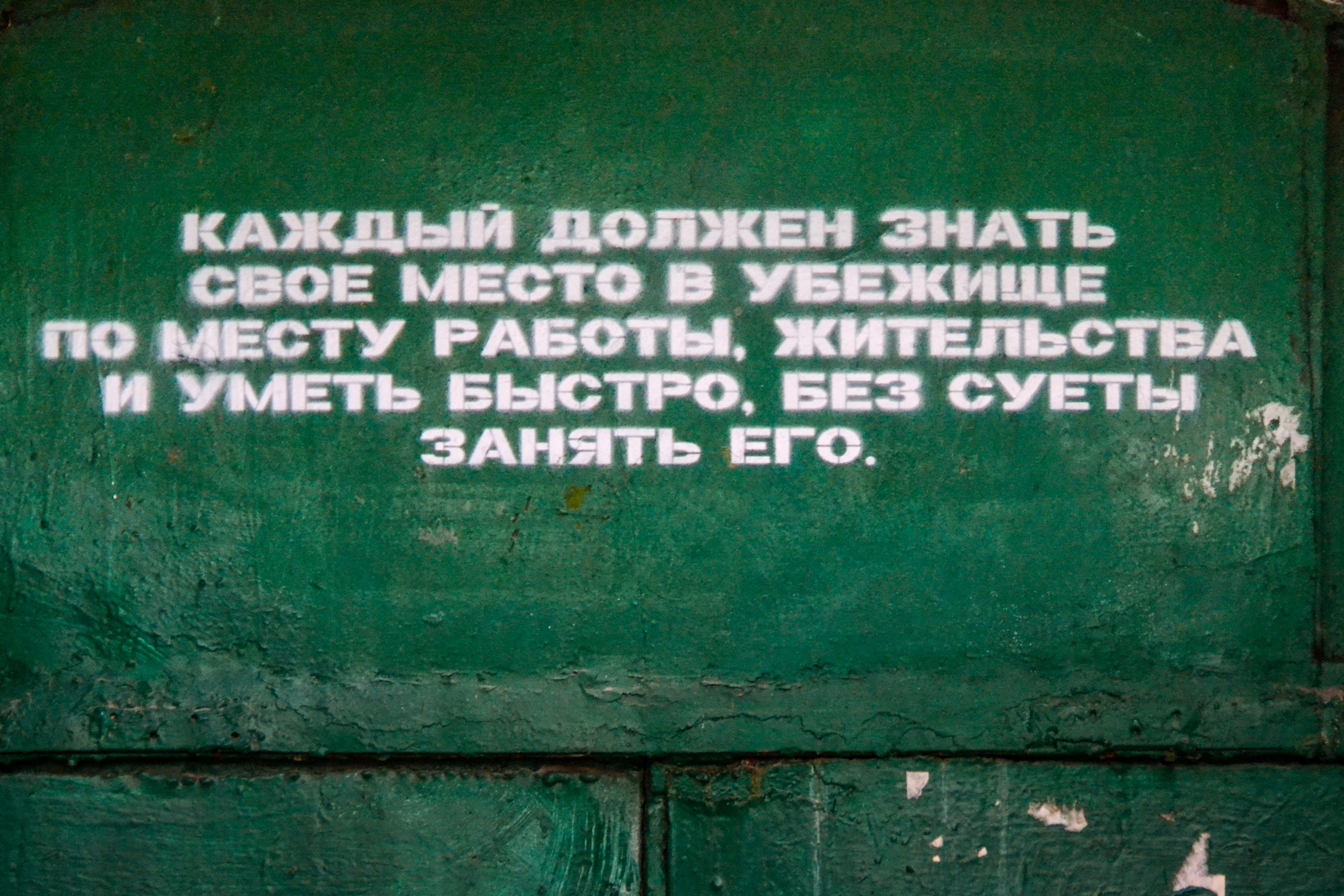
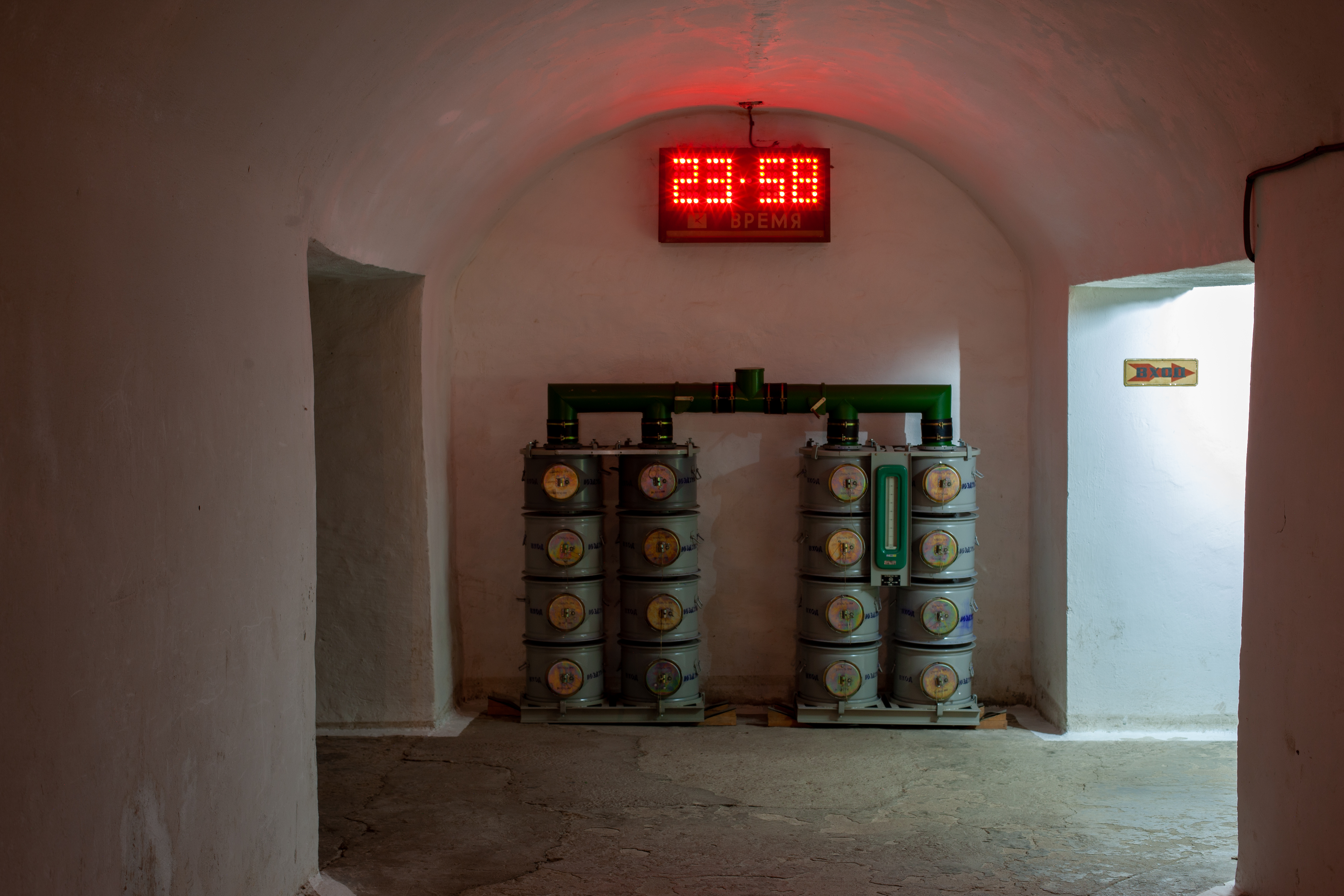
Экспозиция музея "Подземный Севастополь". Часы судного дня.
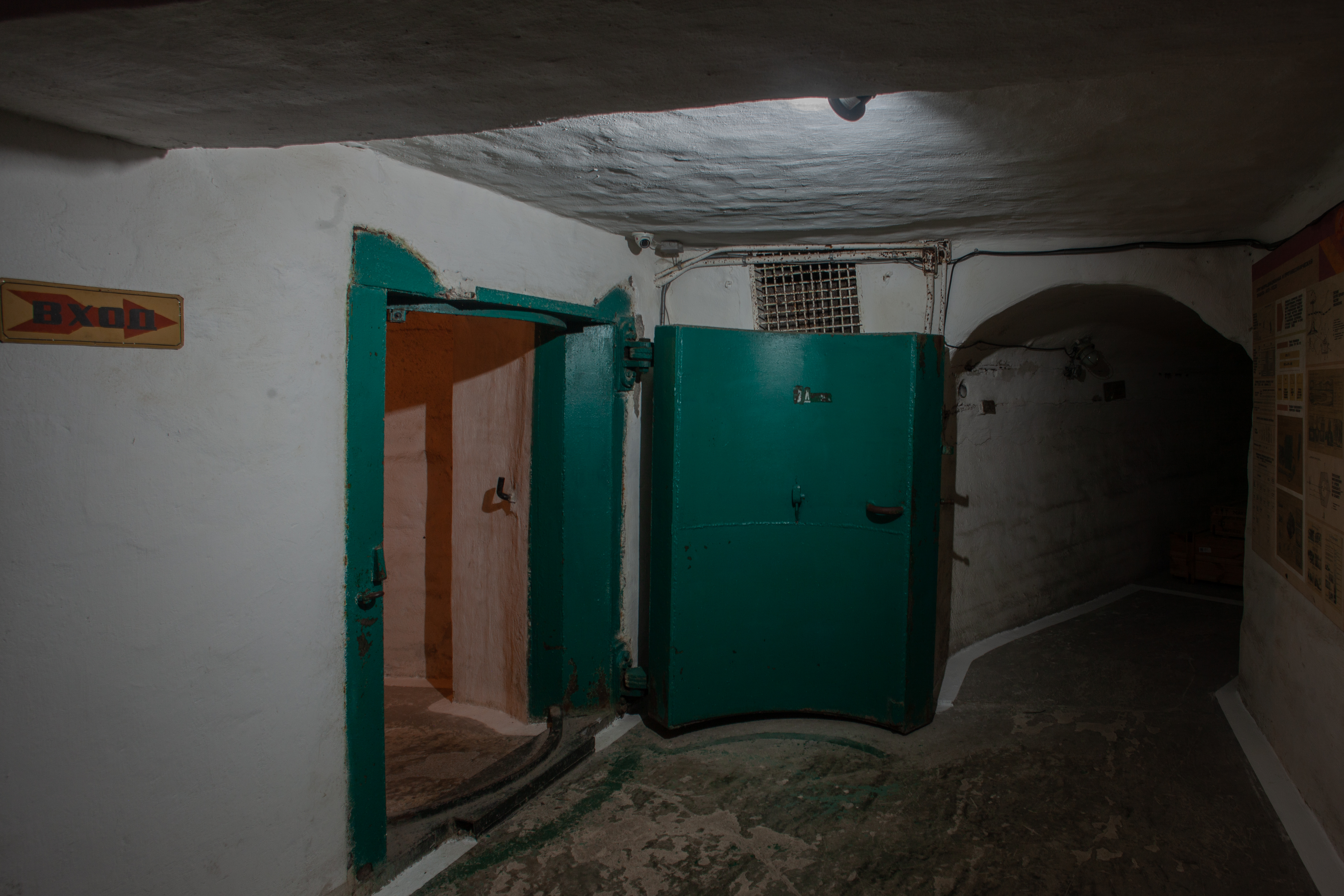
Вход в основную экспозицию музея "Подземный Севастополь".
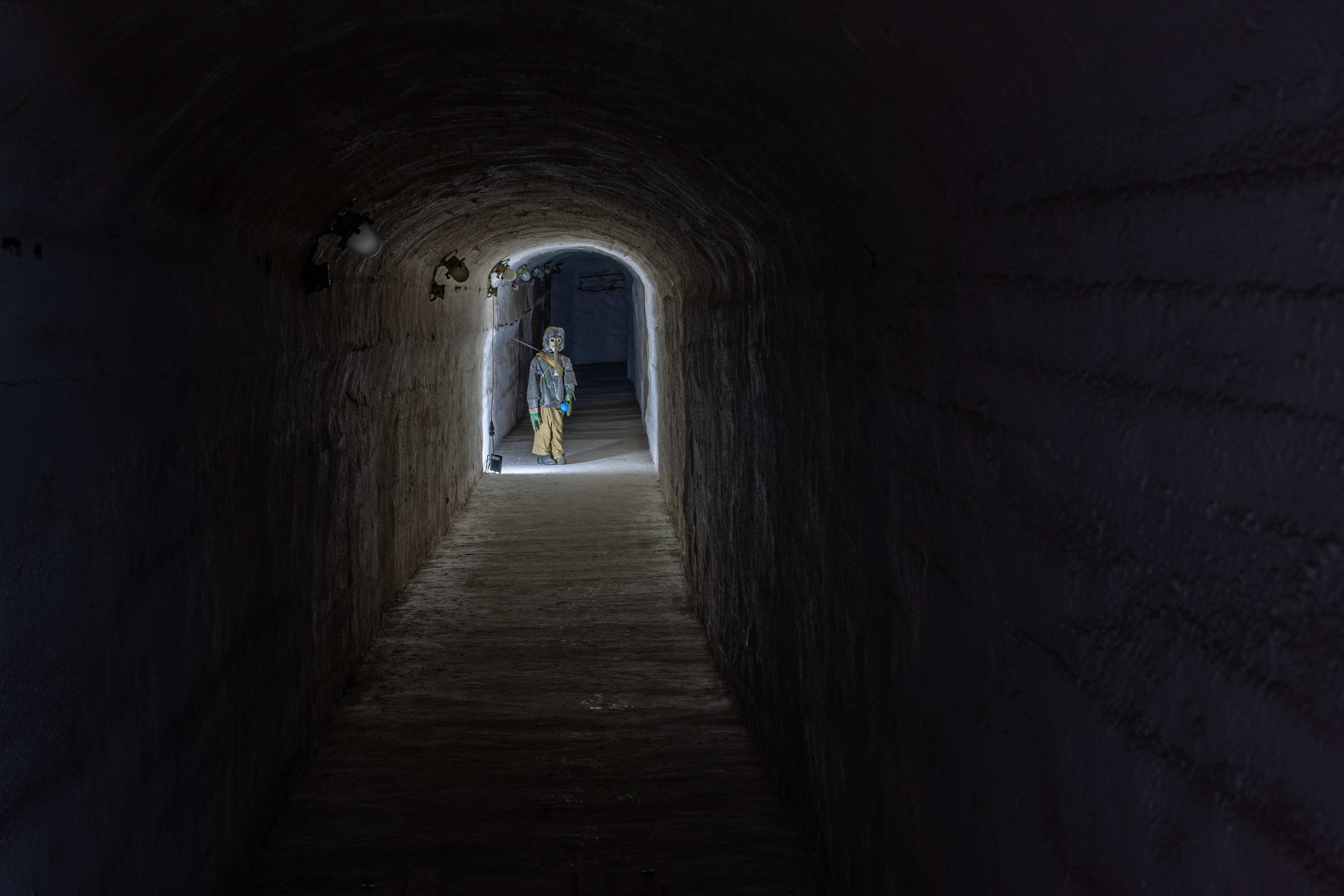
Инсталяция музея "Подземный Севастополь"
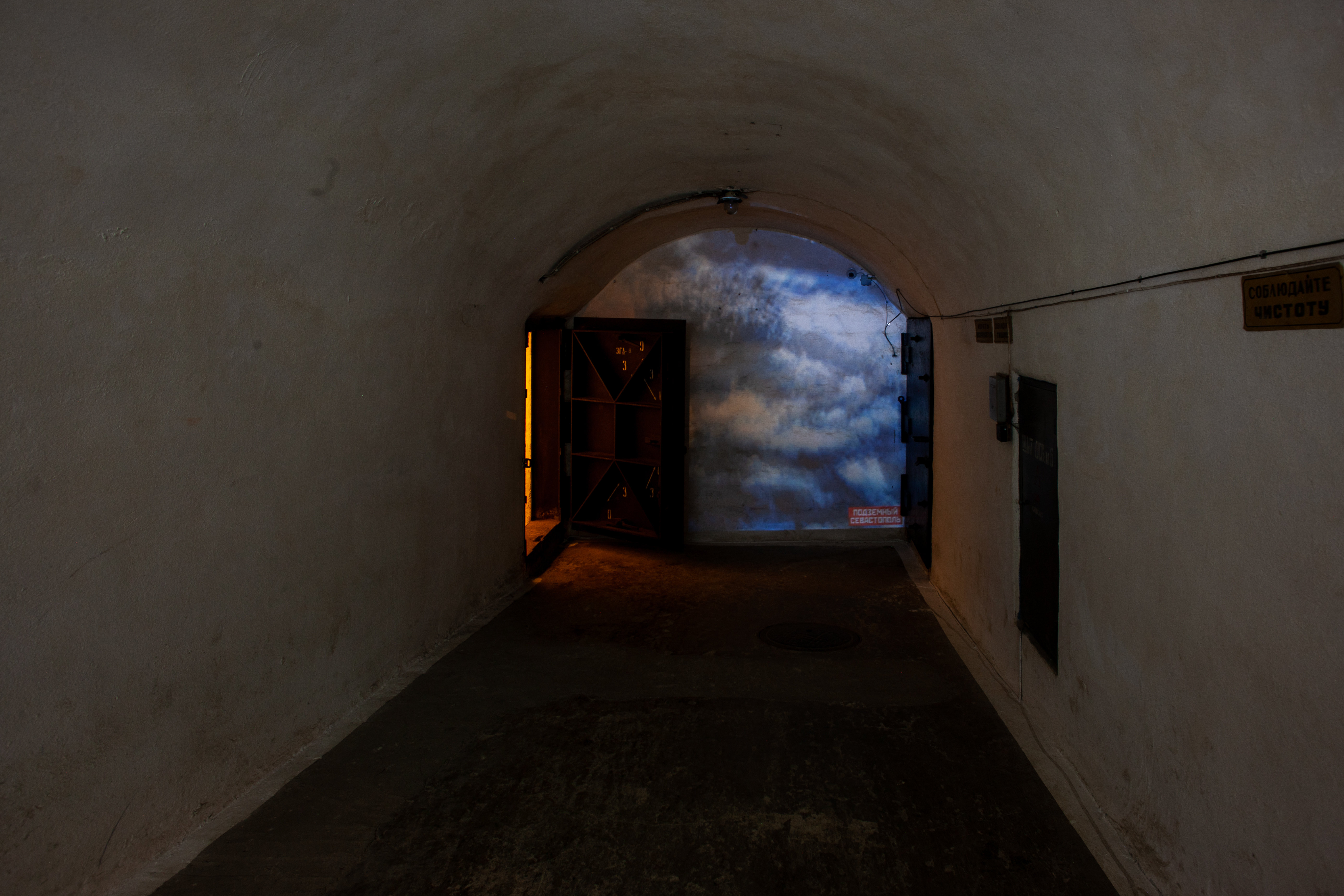
Видео инсталяция в музее "Подземный севастополь"
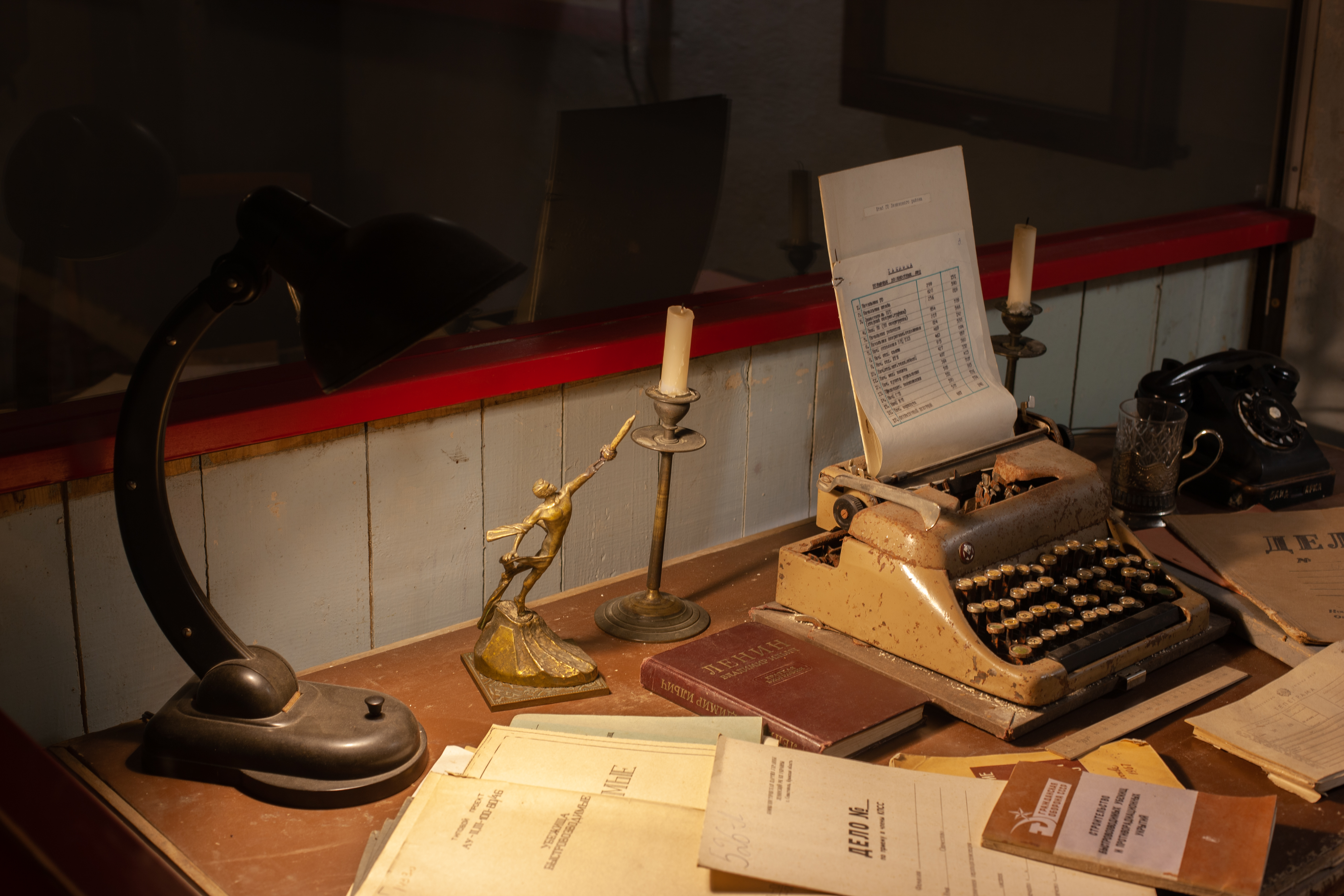
Экспозиция музея "Подземный Севастополь"
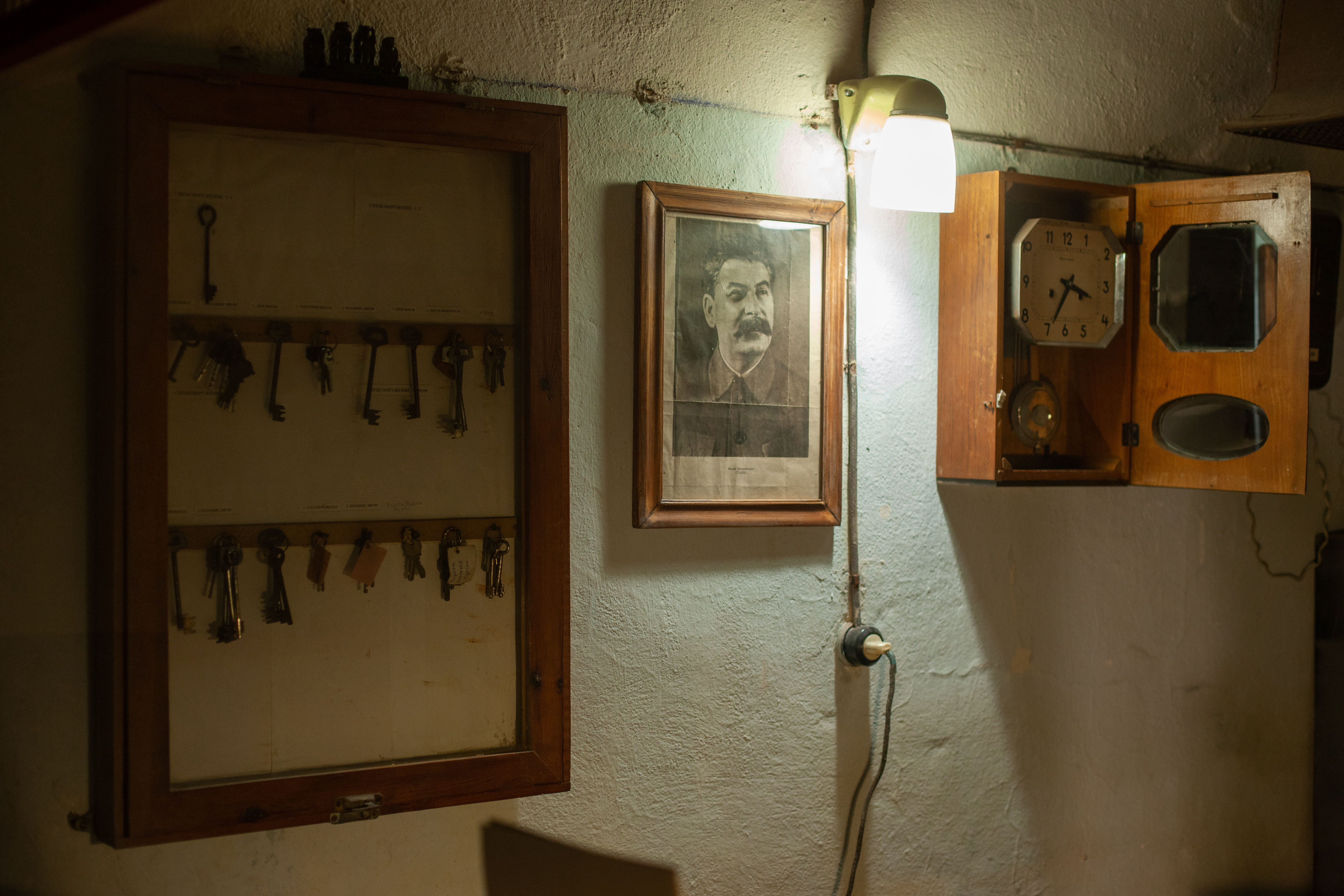
Кабинет коменданта в музее "Подземный Севастополь".
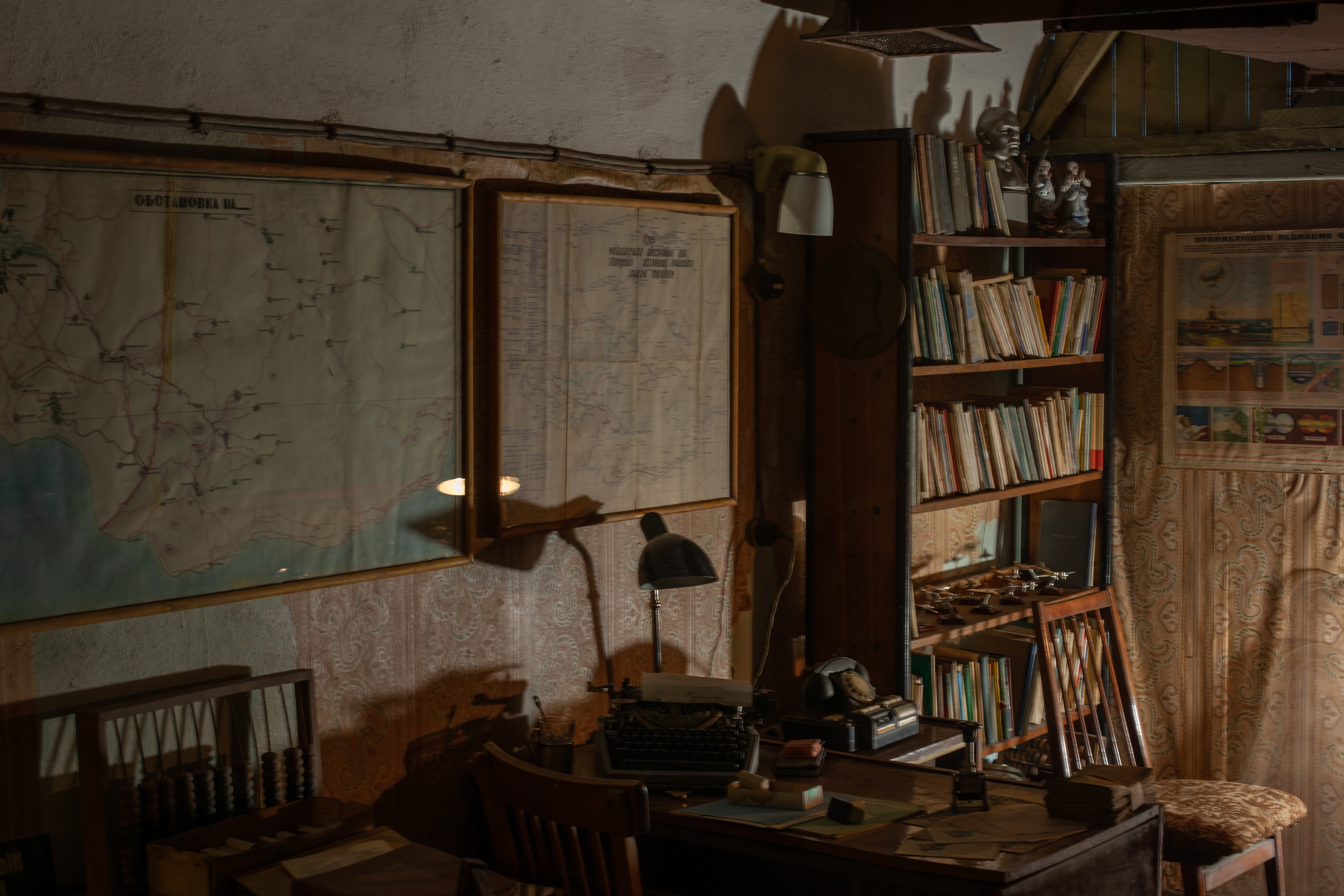
Экспозиция музея "Подземный Севастополь"
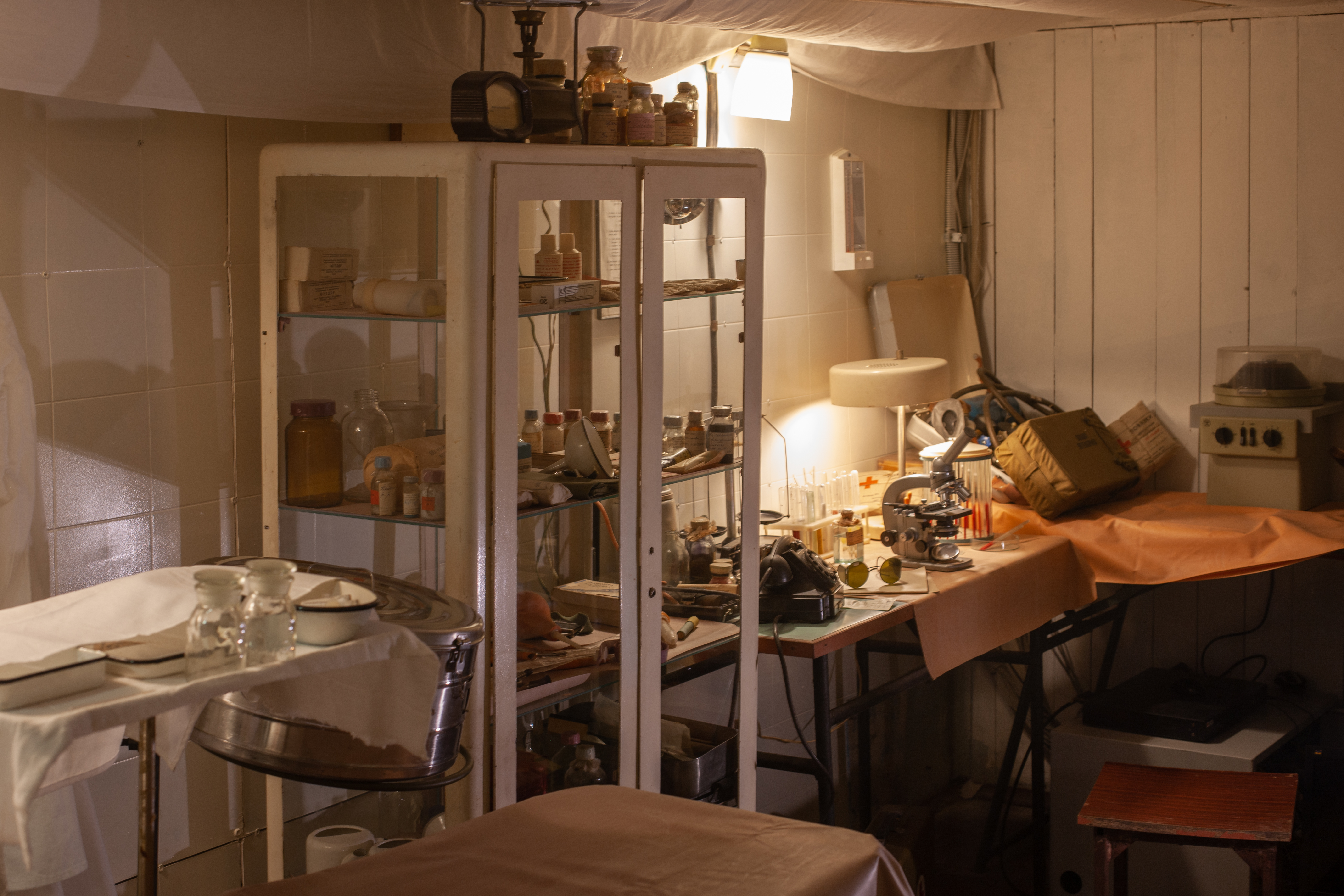
Экспозиция медецинского кабинета музея "Подземный Севастополь".
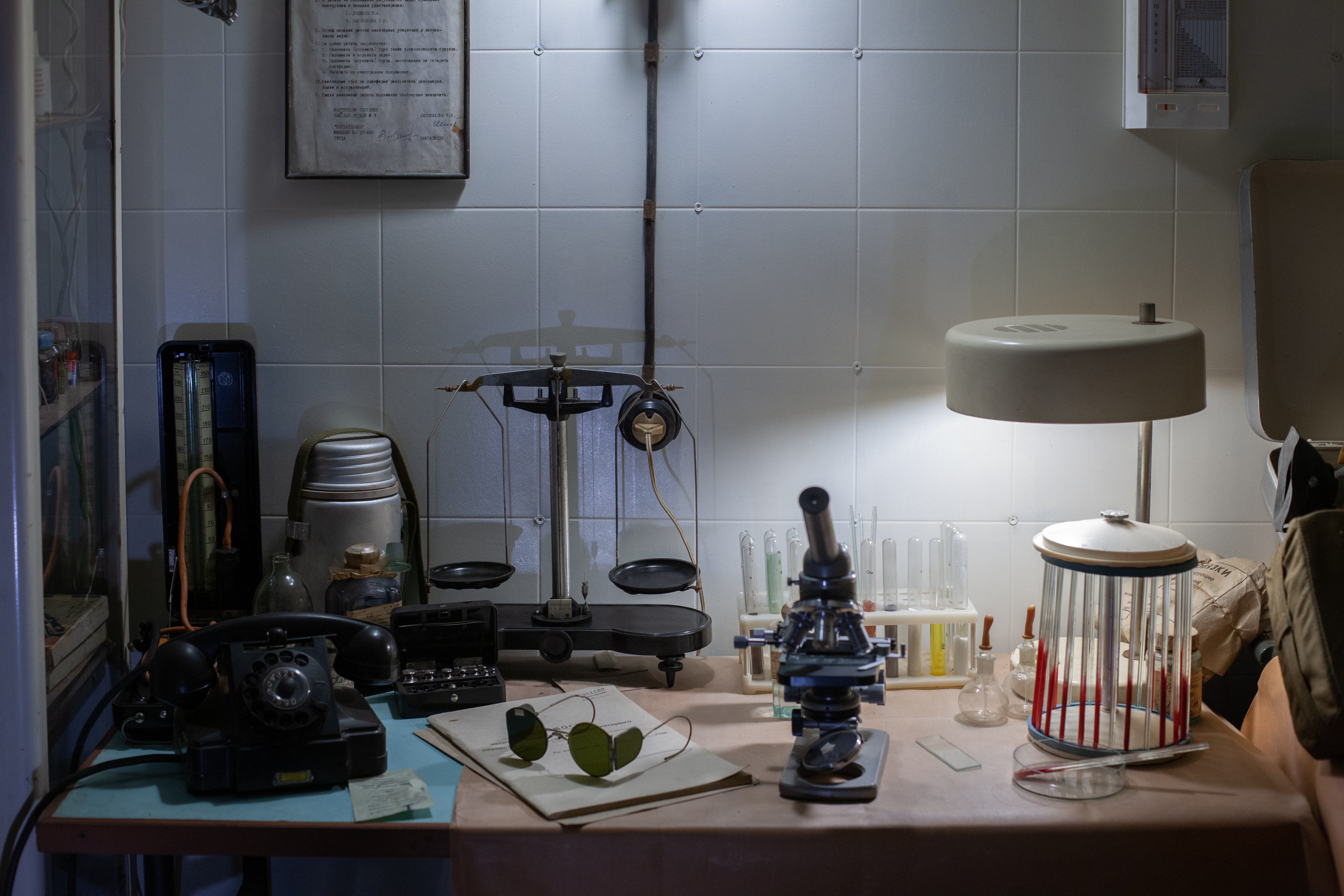
Зал медецинского кабинета музея "Подземный Севастополь".
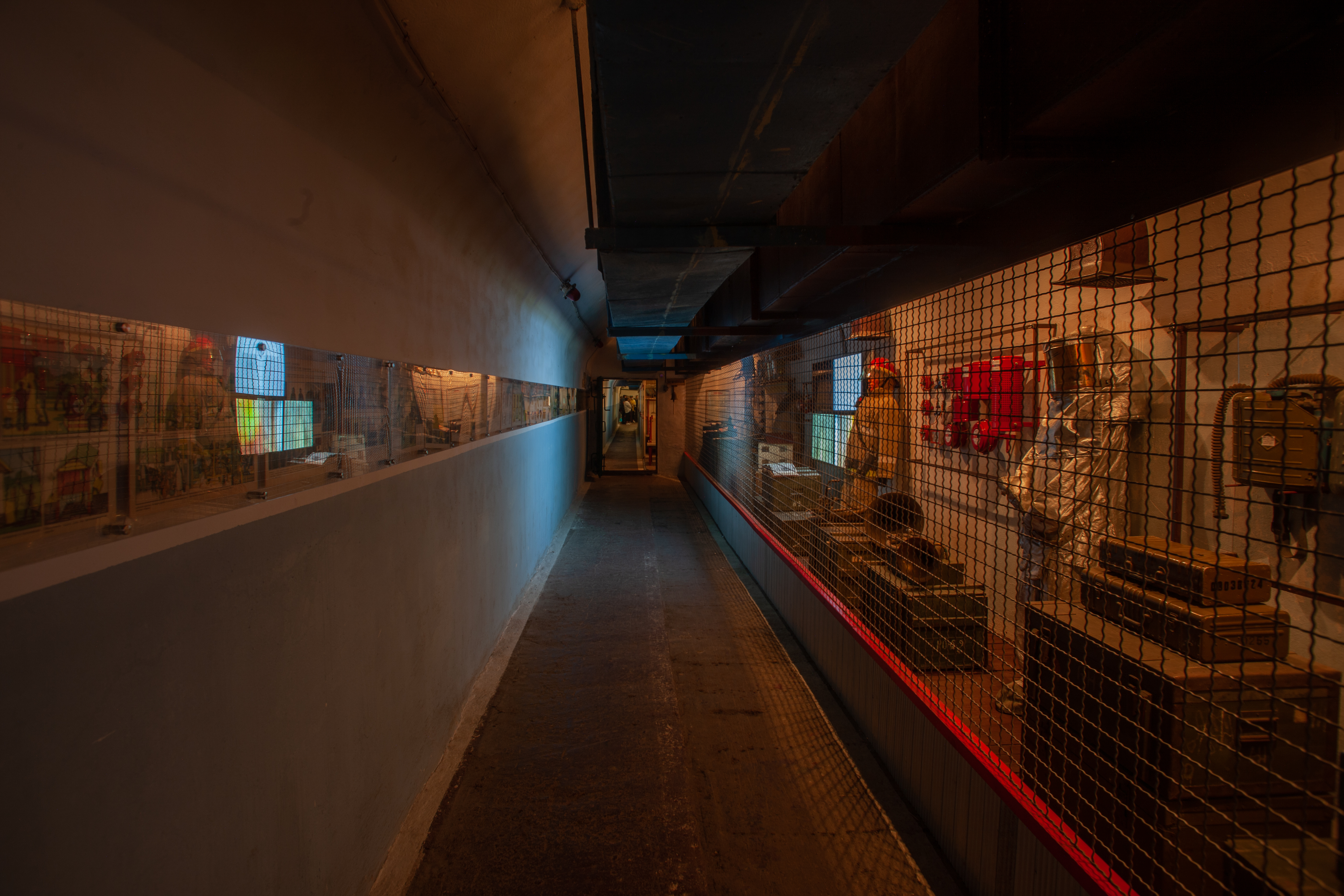
Экспозиция музея "Подземный Севастополь"
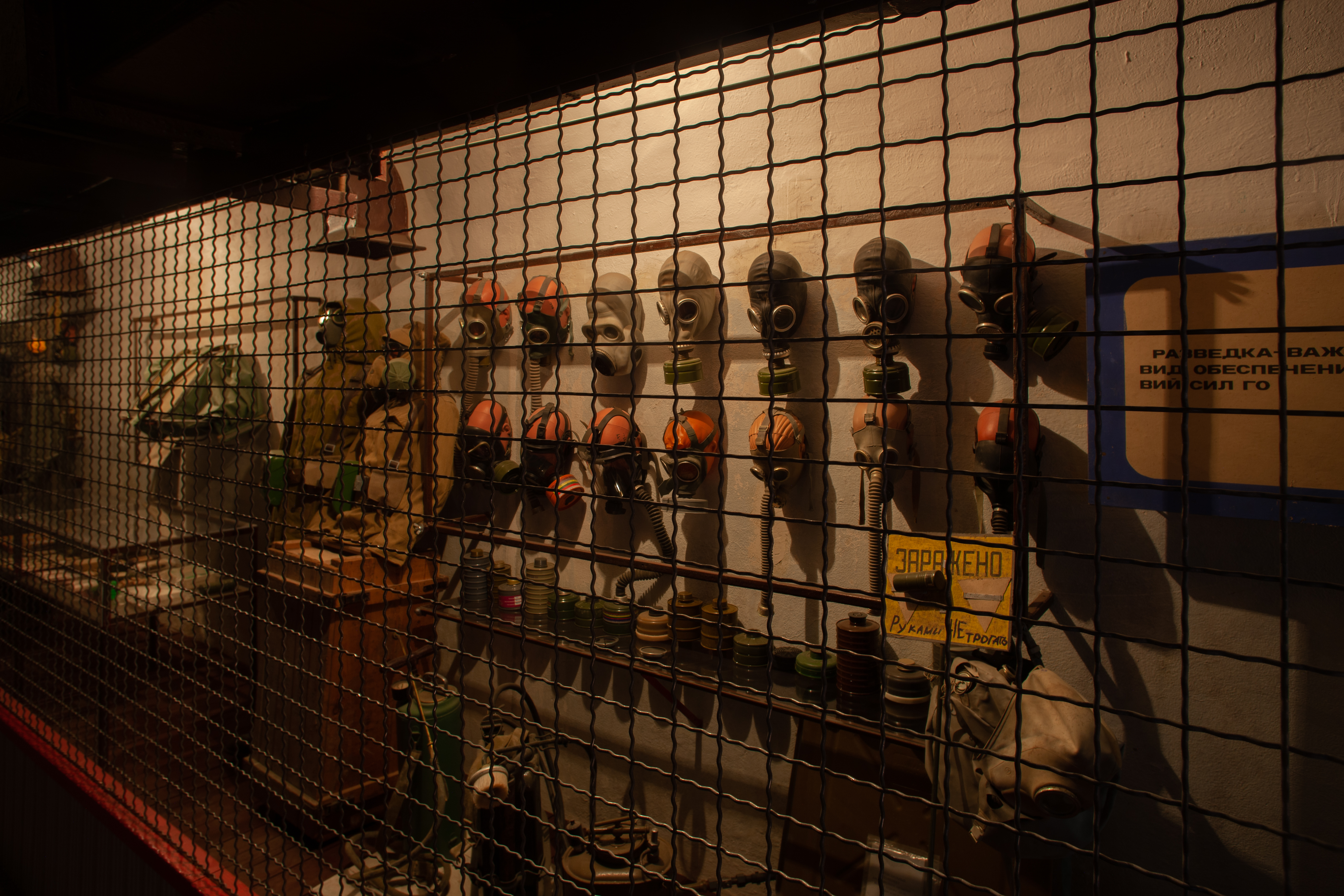
Коллекция противогазов музея "Подземный Севастополь".
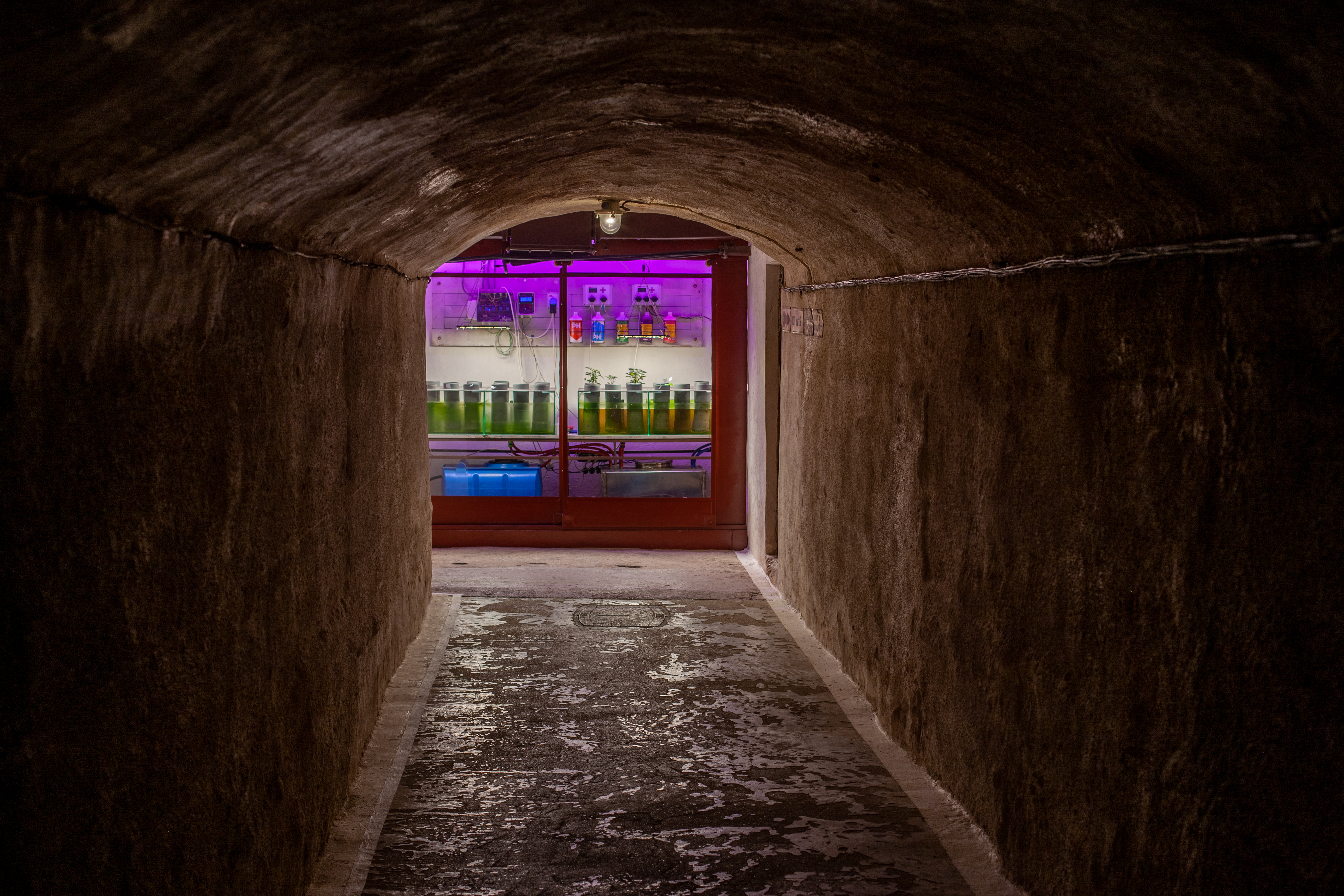
Лаборатория гидропоники музея "Подземный Севастополь".
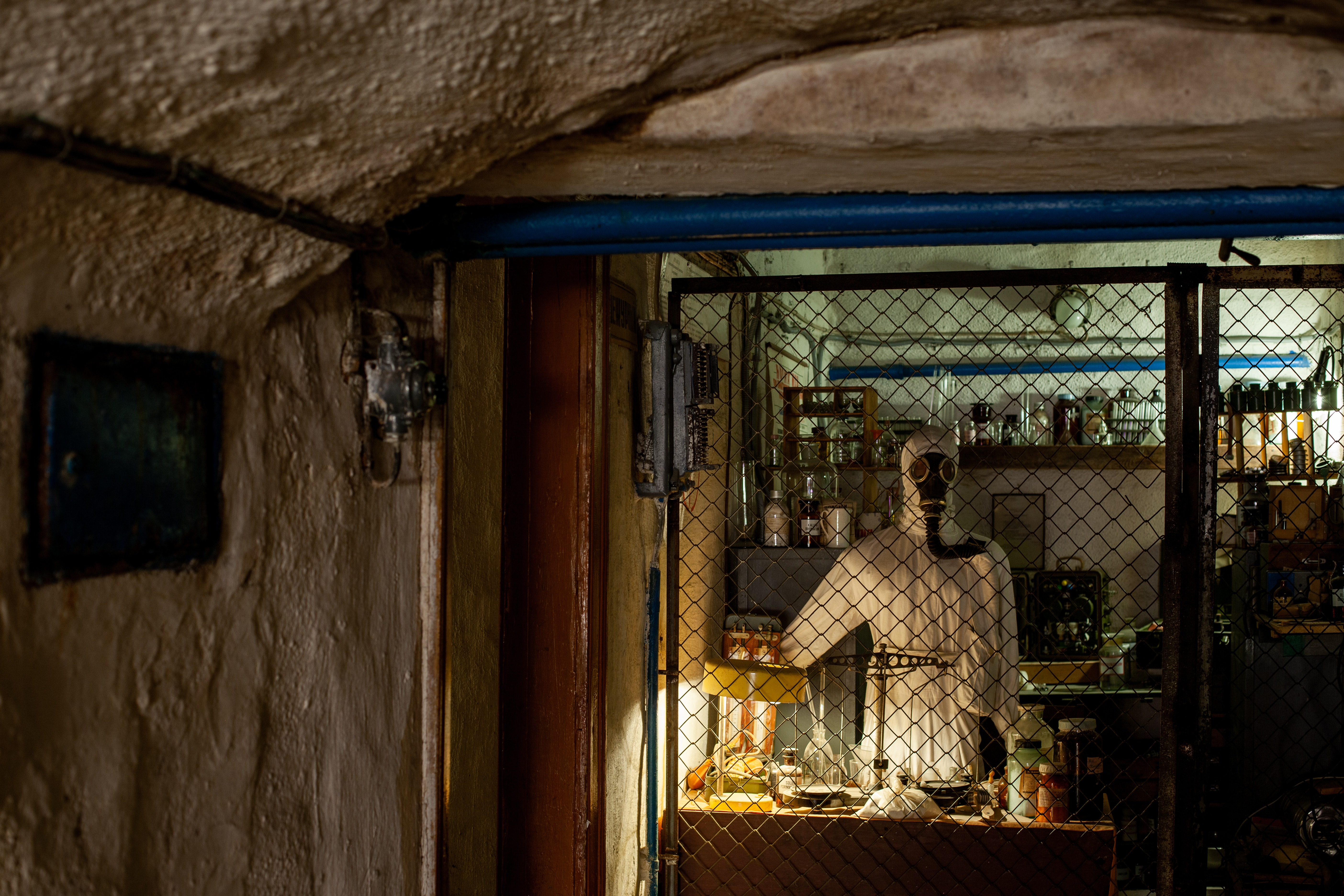
Лаборатория проверки радиоктивной зараженности музея "Подземный Севастополь".
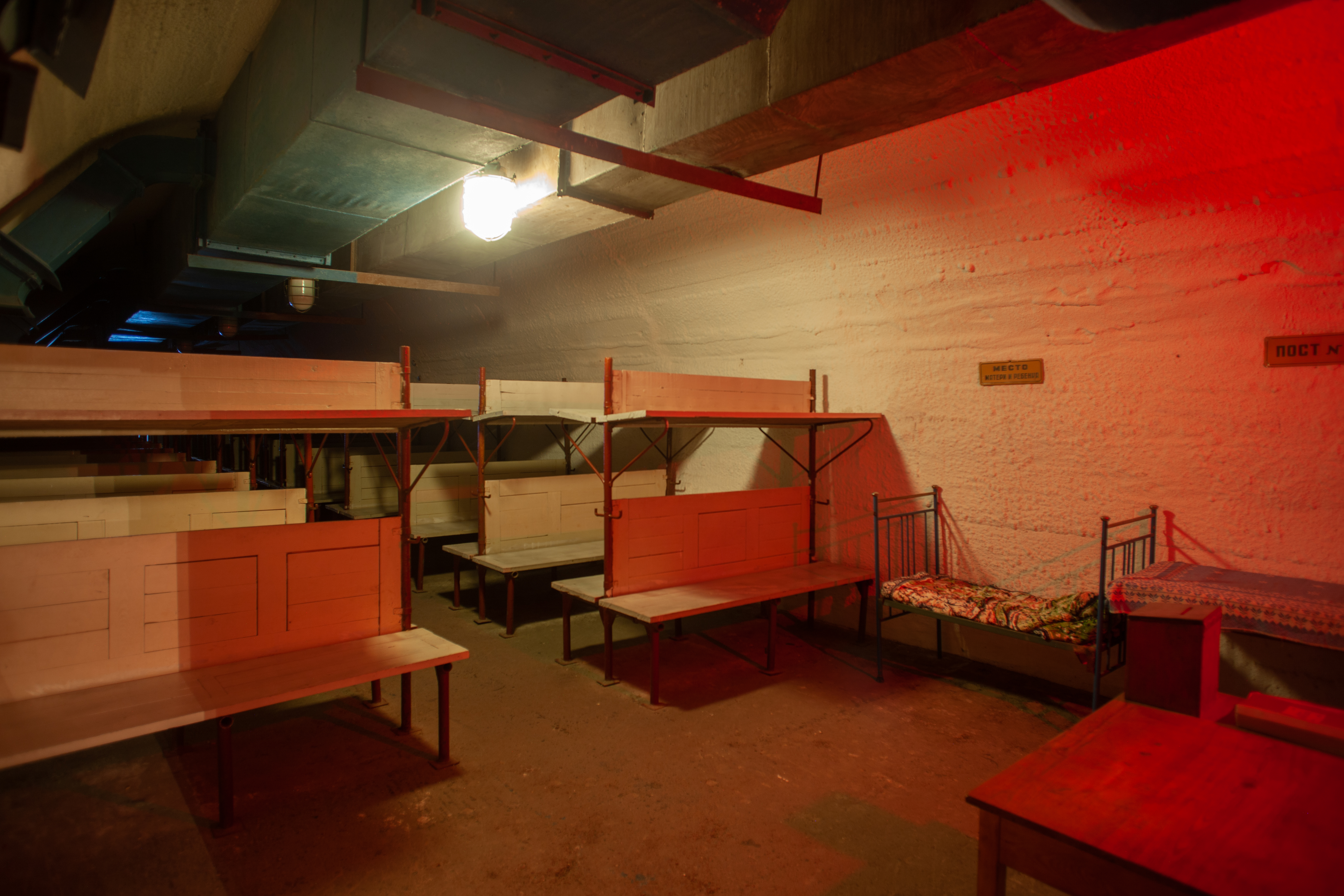
Экспозиция зала укрываемых музея "Подземный Севастополь"
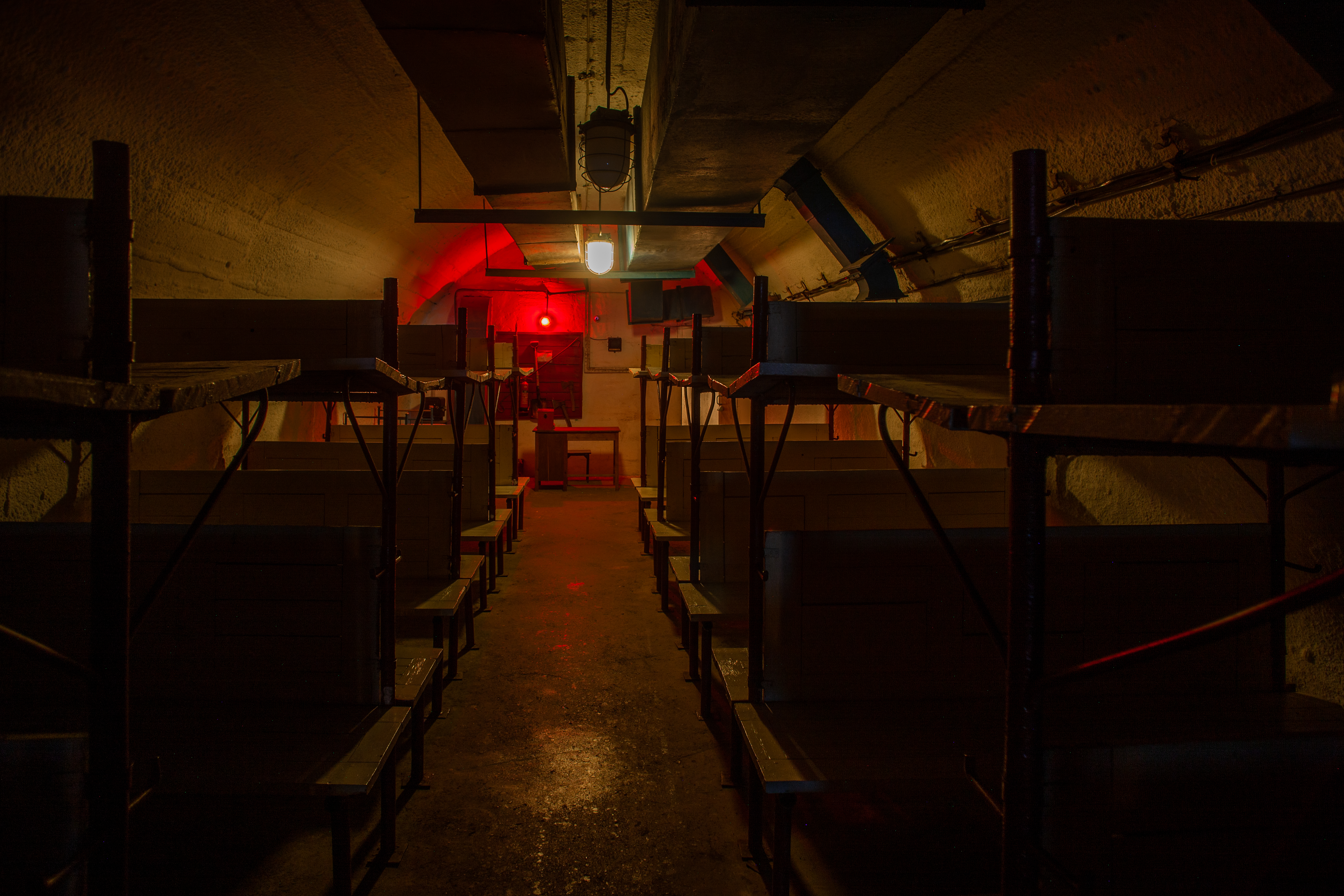
Экспозиция зала укрываемых музея "Подземный Севастополь"
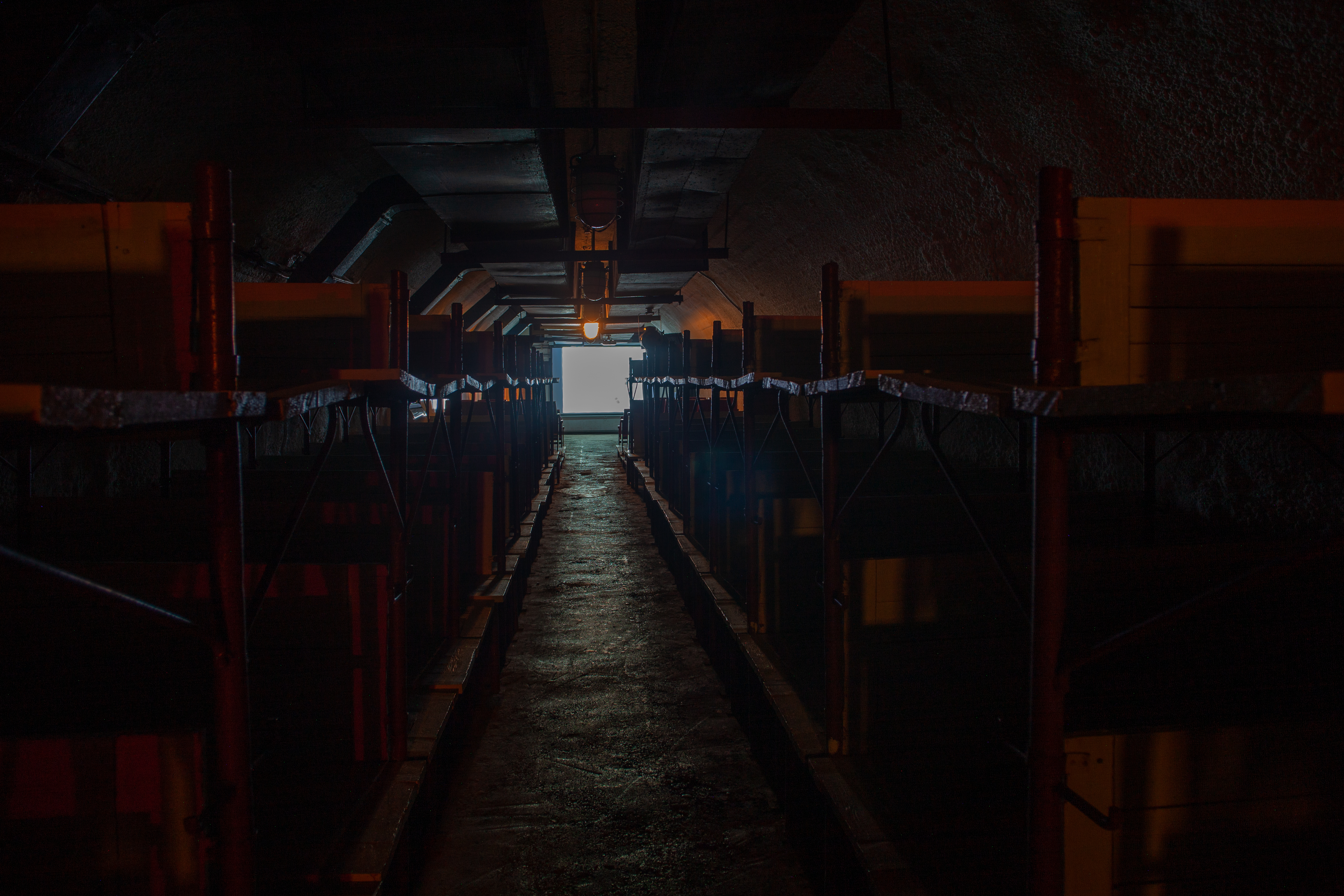
Зал демонстрации видео музея "Подземный Севастополь"
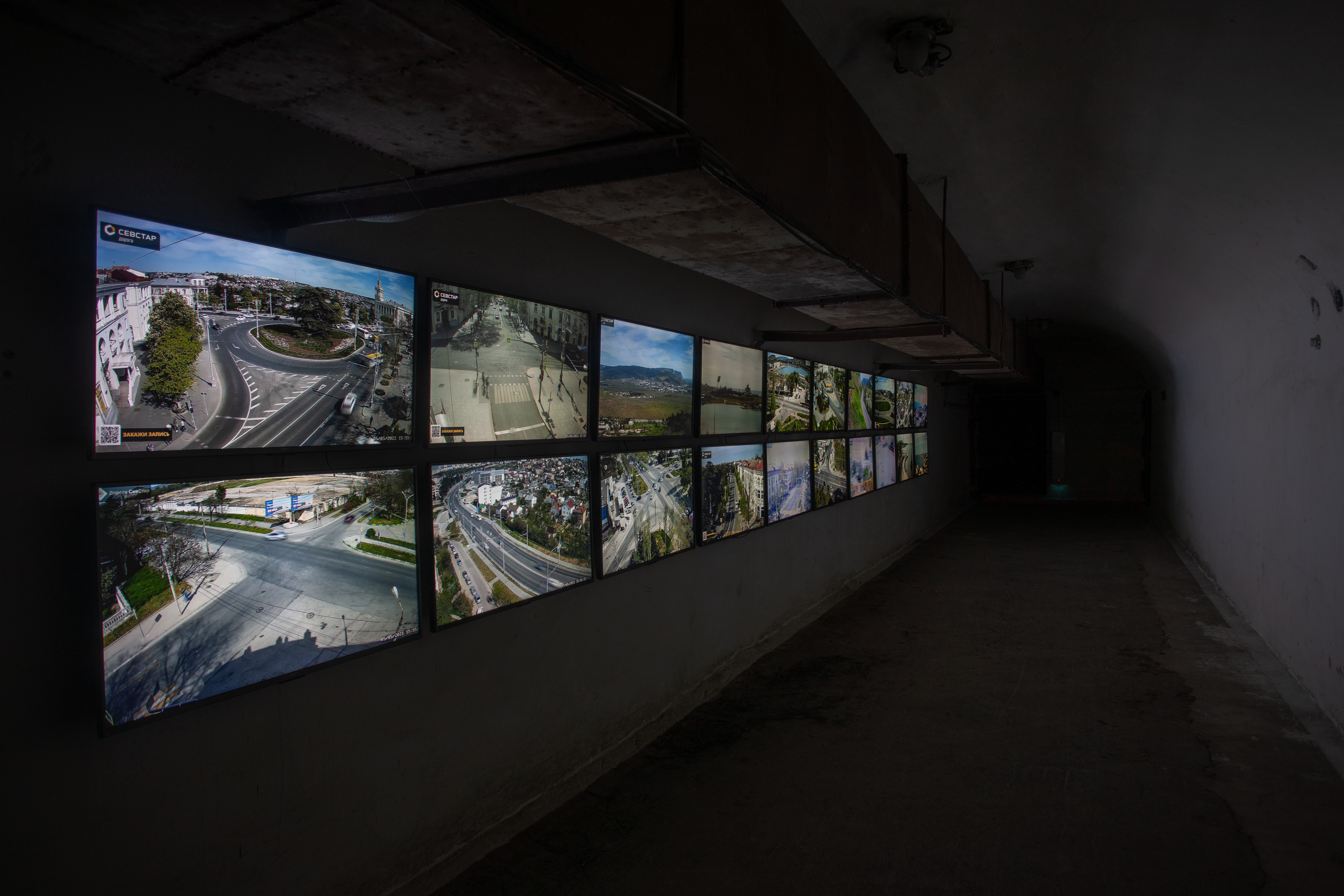
Мониторы демонстрации камер внешнего наблюдения музея "Подземный Севастополь"
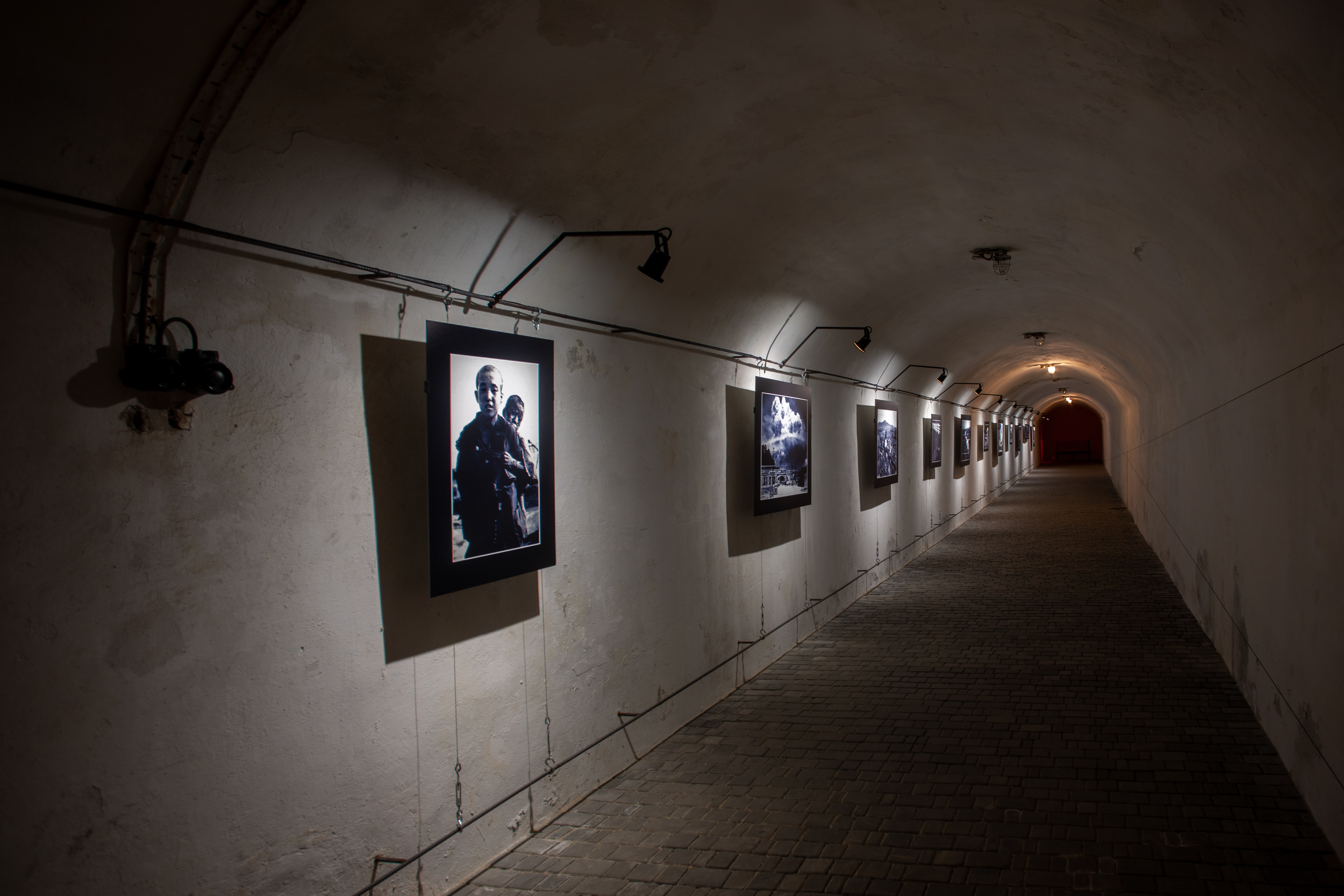
Выставка фотографий музея "Подземный Севастополь"
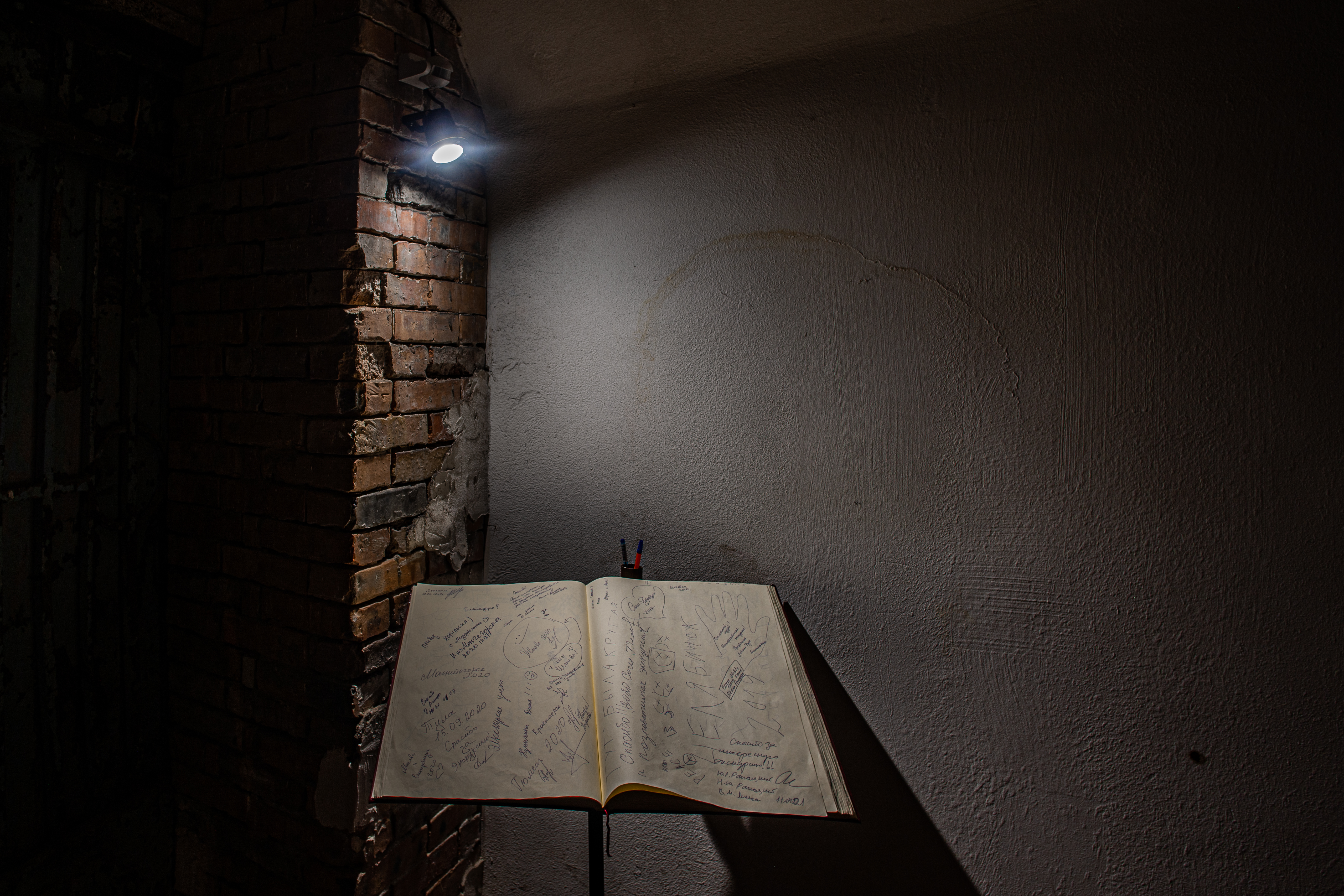
Книга записи впечатлений посетителей музея "Подземный Севастополь"
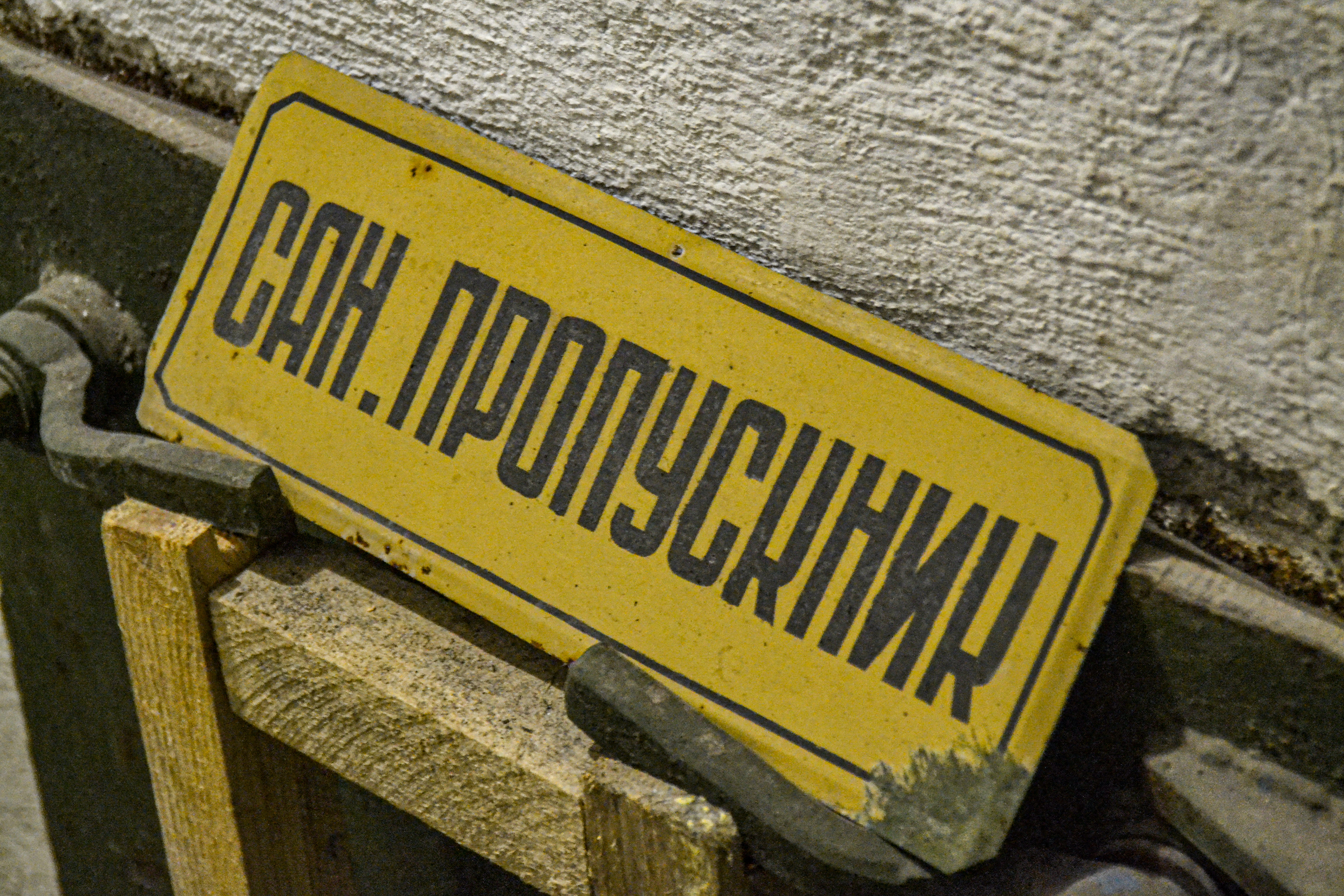